# カンフー・カルト・マスター 魔教教主
『カンフー・カルト・マスター 魔教教主』（中国語原題：倚天屠龍記之魔教教主、英題：The Evil Cult）は、1993年の香港映画である。主演はジェット・リー、原作は金庸の武俠小説『倚天屠龍記』だが、空を飛ぶ、光線を出す、派手な爆発シーンが満載という典型的な香港映画である。

## ストーリー
元の時代。最強の魔力を秘めた宝刀、倚天剣と屠龍刀をめぐって、全中国の武道家たちは争いを続けていた。幼いころ、その渦中に巻き込まれ、父母を亡くしたマク・モウケイ（張無忌）は呪いのために武術を使えない体のまま成長した。だが、その呪いを解かれた彼は、短期間に超人的な強さを身につけ、宝刀を求める人々の争いの中に身を投じていく。

## キャスト
| 役名                                 | 俳優                 | 日本語吹替 | 日本語吹替 |
| 役名                                 | 俳優                 | VHS版      | DVD版      |
| ------------------------------------ | -------------------- | ---------- | ---------- |
| マク・モウケイ（張無忌）             | ジェット・リー       | 池田秀一   | 川本克彦   |
| モウケイの母                         | ヤン・ソウリウ       |            |            |
| ヤン・ソウソウ／ミン・チャオ（趙敏） | チョン・マン         | 沢海陽子   | 岡寛恵     |
| シアチウ（小昭）                     | チンミー・ヤウ       | 岡本麻弥   | 小島幸子   |
| チャン・サンフン（張三丰）           | サモ・ハン・キンポー | 長島雄一   | 木村雅史   |
| 青蝙魔王ワイ（青蝙蝠王）             | リチャード・ウン     | 有本欽隆   | 隈本吉成   |
| スン・チンス                         | イー・シン           |            |            |
| 周芷若                               | ジジ・ライ           |            | 本田貴子   |
| 宋青書                               | コリン・チョウ       | 田中正彦   | 奥田啓人   |

## スタッフ
- 原作：金庸『倚天屠龍記』
- 監督：ウォン・ジン（王晶）[注釈 1][注釈 2]
- 製作：リー・ヤンジョン
- 製作総指揮：チャールズ・ヒョン、ジミー・ヒョン
- 撮影：ビル・ウォン
- 編集：潘雄輝
- 美術：ジェーソン・マク
- 衣装：チェン・クォフー
- 音楽：ジョセフ・クー